# Rima Cauchy
La Rima Cauchy è una struttura geologica della superficie della Luna.